# ハインリヒ6世 (ケルンテン公)

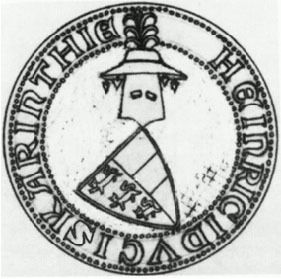
ケルンテン公ハインリヒ6世の紋章

ハインリヒ6世（Heinrich VI. von Kärnten, 1265年頃 - 1335年4月2日）は、チロル伯、ケルンテン公（在位：1295年 - 1335年）、クライン (en) 辺境伯、ボヘミア王（チェコ名インジフ・コルタンスキー（Jindřich Korutanský）、在位：1306年、 1307年 - 1310年）。ゲルツ家のチロル伯兼ケルンテン公マインハルト2世と、バイエルン公兼ライン宮中伯オットー2世の娘エリーザベトの四男。アルブレヒト、ルートヴィヒ、オットー3世の兄3人が順に死去したため、家督を相続した。姉エリーザベトはハプスブルク家のローマ王アルブレヒト1世に嫁いでいる。

## 生涯
ボヘミアとポーランドの王ヴァーツラフ2世の娘アンナを妻としていたことから、1306年にアンナの兄ヴァーツラフ3世が暗殺されると、ハインリヒはボヘミア王に選出された（名目上のポーランド王位も得ている）。しかし、義兄のアルブレヒト1世は息子のオーストリア公ルドルフ3世（ハインリヒ6世の甥で、ヴァーツラフ3世の母方の従兄でもある）をヴァーツラフ2世の後妻リクサ・エルジュビェタと結婚させた上でプラハを占領し、ボヘミア王即位を宣言した（ボヘミア王としてはルドルフ1世）。ボヘミア諸侯にはハインリヒ6世を支持する者もおり、ルドルフと争った。
ルドルフは翌1307年に戦病死したため、ハインリヒは王位を回復するが、1310年に今度は妃アンナの妹エリシュカ（エルジュビェタ）と結婚したルクセンブルク家のヨハン（ヤン）がボヘミア王に選ばれ、ハインリヒは廃位されてアンナと共にケルンテンへ逃れた。
チロル系ゲルツ家の男系男子はハインリヒで断絶し、娘の「マウルタッシュ」（醜女）ことマルガレーテが唯一の相続人となった。遺領をルクセンブルク家、ヴィッテルスバッハ家、ハプスブルク家が争うが、ケルンテンはいち早くハプスブルク家のアルブレヒト2世（ルドルフ3世の弟）が獲得した。チロルは3家が三つ巴になって争うが、最終的にアルブレヒト2世の子ルドルフ4世が奪取し、以後ハプスブルク家の家領となった。

## 子女
1306年、ボヘミアとポーランドの王ヴァーツラフ2世の娘アンナ（1290年 - 1313年）と結婚したが1313年に死別した。子供はいない。
1313年、ブラウンシュヴァイク＝リューネブルク公ハインリヒ1世の娘アーデルハイト（1285年 - 1320年）と再婚、2人の子を儲けた。
1. アーデルハイト（1317年 - 1325年）
2. マルガレーテ（1318年 - 1369年） - 1330年、ボヘミア王ヨハンの次男ヨハン・ハインリヒと結婚したが1341年に離婚、1342年にブランデンブルク辺境伯ルートヴィヒ2世と再婚。

1327年、サヴォイア伯アメデーオ5世の娘ベアトリクス（1310年 - 1331年）と再婚した。子供はいない。